# Calycolpus goetheanus
Calycolpus goetheanus är en myrtenväxtart som först beskrevs av Carl Friedrich Philipp von Martius och Dc., och fick sitt nu gällande namn av Otto Karl Berg. Calycolpus goetheanus ingår i släktet Calycolpus och familjen myrtenväxter. Inga underarter finns listade i Catalogue of Life.